# Chateau d'Ax (equipo ciclista)
Chateau d'Ax fue un equipo de ciclismo profesional italiano que existió desde 1983 hasta 1993, cuando fue sucedido por Team Polti. Entre sus diversos patrocinadores estaba Chateau d'Ax, un fabricante de muebles italiano.